# Довгошея, Анна Никитична
Анна Никитична Довгошея — советский хозяйственный и государственный деятель, Герой Социалистического Труда.

## Биография
Родилась в 1934 году в селе Княжая Криница на территории современного Монастырищенского района Черкасской области. Член КПСС.
В 1954—1989 — работница, звеньевая полеводческой бригады, доярка колхоза имени Фрунзе Монастырищенского района Черкасской области Украинской ССР.
Указом Президиума Верховного Совета СССР от 6 марта 1981 года присвоено звание Героя Социалистического Труда с вручением ордена Ленина и золотой медали «Серп и Молот».
Делегат XXVI съезда КПСС.
С 1989 — персональный пенсионер союзного значения.
Живёт в Монастырищенском районе.

## Награды и звания
- Герой Социалистического Труда (06.03.1981)
- Орден Ленина (24.12.1976, 06.03.1981)
- Орден Октябрьской Революции (28.02.1986)
- Орден Трудового Красного Знамени (14.02.1975)
- Серебряная медаль ВДНХ (10.04.1989)